# كريستيان صموئيل ثيودور بيرند
كريستيان صموئيل ثيودور بيرند (بالألمانية: Christian Samuel Theodor Bernd)‏ (و. 1775 – 1854 م) هو خبير شعارات ‏، ومؤلف، وكاتب ألماني، توفي في بون، عن عمر يناهز 79 عاماً.